# 黃天啟 (羽毛球運動員)
黃天啟（1998年1月10日—），馬來西亞男子羽毛球運動員。

## 簡歷
黃天啟出生於馬來西亞柔佛並就讀於柔佛古來寬柔獨立中學，他在學生時期就拿下了古來再也18歲以下男子單打冠軍。隨後，他在2019年與蕭皓珊除了拿下馬來西亞全國21歲以下混合雙打冠軍以外，也與男子搭檔莫哈末沙奇拿下男子雙打的冠軍。
2021年起，黃天啟加入到沙登羽毛球俱樂部並開始與文鑫源搭檔，在沙登羽球俱樂部的資助下，他們很快便在2022年的烏干達國際賽拿下他們的首座國際賽冠軍。之後在同年3月，他們在歐洲賽區的斯洛伐克公開賽的男子雙打項目決賽中，以2比1挑落香港組合羅卓謙/李晉熙，順利拿下他們的第二座冠軍。7月，他們開始參與較高級別的台北公開賽，他們在半決賽中以直落兩局不敵新科奧運金牌組合李洋/王齊麟，止步於四強。

## 主要比賽成績
只列出曾進入準決賽的國際賽事成績：
| 年份   | 賽事                         | 公開賽級別 | 項目     | 搭檔                               | 成績   |
| ------ | ---------------------------- | ---------- | -------- | ---------------------------------- | ------ |
| 2018年 | 馬來西亞羽毛球國際系列賽     | 國際系列賽 | 男子雙打 | Mohd Razlan Shah Mohd Ridzuan Shah | 準決賽 |
| 2021年 | 威爾斯羽毛球國際賽           | 國際挑戰賽 | 男子雙打 | 文鑫源                             | 準決賽 |
| 2022年 | 烏干達羽毛球國際賽           | 國際挑戰賽 | 男子雙打 | 文鑫源                             | 冠軍   |
| 2022年 | 斯洛伐克羽毛球公開賽         | 未來系列賽 | 男子雙打 | 文鑫源                             | 冠軍   |
| 2022年 | 台北羽毛球公開賽             | 超級300賽  | 男子雙打 | 文鑫源                             | 準決賽 |
| 2023年 | 夏季世界大學運動會羽毛球比賽 | 其他       | 混合團體 | －                                 | 銅牌   |
| 2023年 | 夏季世界大學運動會羽毛球比賽 | 其他       | 男子雙打 | 劉珣                               | 銅牌   |
| 2024年 | 哈薩克羽毛球國際挑戰賽       | 國際挑戰賽 | 混合雙打 | 林秋仙                             | 冠軍   |
| 2024年 | 東南亞大學運動會羽毛球比賽   | 其他       | 男子團體 | －                                 | 銅牌   |
| 2024年 | 東南亞大學運動會羽毛球比賽   | 其他       | 男子雙打 | 劉珣                               | 金牌   |
| 2024年 | 馬來西亞羽毛球國際挑戰賽     | 國際挑戰賽 | 男子雙打 | 林志鍵                             | 亞軍   |
| 2024年 | 吉隆坡羽毛球大師賽           | 超級100賽  | 混合雙打 | 林秋仙                             | 準決賽 |

| 2007-2017年 | 首要超級賽 | 超級賽 | 黃金大獎賽 | 大獎賽 | 國際挑戰賽 | 國際系列賽 | 未來系列賽 | 其他 |

| 2018-2026年 | 總決賽 | 超級1000賽 | 超級750賽 | 超級500賽 | 超級300賽 | 超級100賽 | 國際挑戰賽 | 國際系列賽 | 未來系列賽 | 其他 |